# جف بسکر
جف بسکر (انگلیسی: Jeff Bhasker؛ زادهٔ ۳ مارس ۱۹۷۴) موسیقی‌دان اهل ایالات متحده آمریکا است.
 وی از سال ۲۰۰۵ میلادی تاکنون مشغول فعالیت بوده‌است.